# Rela Lucan
Rela (Mariana) Lucan (n. 17 martie 1968, Craiova, Judetul Dolj - d. 4 octombrie 2013, Craiova) a fost o cântăreață de muzică populară românească și de petrecere.

## Albume
- Crâșmăriță, crâșmăriță (2007), conține piesa Am inima pustiită, una dintre cele mai apreciate melodii ale sale
- Ridicați paharele (2009), împreună cu Gore Belanschi.

## Deces
Rela Lucan a fost găsită moartă în cadă, de către fiica sa, alarmată că nu mai dăduse niciun semn de viață de câteva zile.
Ultima sa apariție publică a fost la emisiunea “Lada cu zestre”, Argeș TV din 1 octombrie, emisiune moderată de Rela Lucan.